# Josep Maria Suñé Arbussà
Josep Maria Suñé Arbussà (Mollet del Vallès, Vallès Oriental, 5 de maig de 1928 - Barcelona, Barcelonès, 26 de novembre de 2017) fou un farmacòleg clínic i professor universitari català.
Fill del músic molletà Antoni Suñé i Font i de la mestra Carmela Arbussà, es formà com a mestre el 1949 i llicenciat en Farmàcia a la Universitat de Barcelona el 1950, doctorat en Farmàcia amb premi extraordinari el 1995. Especialista en Farmàcia Hospitalària (Madrid 1982), es traslladà a Granada el 1959, on fou catedràtic de Farmàcia Galènica, Tècnica Professional i Legislació comparada de la Facultat de Farmàcia de la Universitat de Granada des del 1959 i fins al 1971. També fou director de la farmàcia de l'Hospital Clínic de “San Cecilio”, interventor, administrador, secretari general i primer gerent de la Universitat de Granada. Medalla d’or núm. 4 d'aquesta Universitat, i Medalla de plata de la Facultat de Farmàcia.
El 1971 aconsegueix la càtedra d'Història de la Farmàcia i Legislació Farmacèutica a la Facultat de Farmàcia de Barcelona, i exerceix de catedràtic a la Facultat de Farmàcia de la Universitat de Barcelona entre 1971 i 1998, any en què es jubilà. El 1974 adquireix el càrrec de cap del Servei de Farmàcia de l'Hospital Universitari Vall d'Hebron de Barcelona. Especialista en Farmàcia hospitalària, el 1977 fou nomenat acadèmic numerari, i posteriorment, president de la Reial Acadèmia de Farmàcia de Catalunya, numerari de l'Académie Internationale d’Histoire de la Pharmacie, corresponent de la Reial Acadèmia de Medicina de Catalunya des del 1983, i corresponent de la Real Academia Nacional de Farmacia.
L'any 1959, sent catedràtic de farmàcia galènica planificà el 'Museo de la Historia de la Farmacia en la Facultad de Farmacia de Granada'. L'any 2008 es culminà el museu.
L'any 1960 va promoure la creació de la revista Ars Farmacéutica. També fou director i fundador de la revista Ciencia y Tecnología Pharmacéutica des de 1991 fins a seva la desaparició el 2007. És autor de més d'una vintena de llibres, entre ells el de la “Legislación Farmacéutica Española” i ha col·laborat en altres tants, a més d'en revistes nacionals i estrangeres, i ha participat en múltiples conferències, cursos i seminaris.
Va mantenir una intensa relació amb la seva ciutat natal, participant en diverses associacions. També hi va fundar la biblioteca el 1947, i la secció arqueològica, i va ser l'ànima de la seva revista Sembra (1949-1957). L’any 2000 va donar a l’Arxiu Històric Municipal un fons de 12.000 documents sobre cartells, articles, programes, etc. de l'activitat cultural i religiosa a Mollet des dels anys quaranta. A més, fou col·laborador de la revista Notes i del Centre d’Estudis Molletans. L'Ajuntament de Mollet va concedir-li la Medalla de la Ciutat l'octubre de l'any 2013. Amb motiu d'aquest reconeixement es va editar el llibre Josep Maria Suñé Arbussà, molletà il·lustre.